# John Heywood
John Heywood (Londra, 1497 – Malines, 1580) è stato un poeta, drammaturgo e aforista inglese.

## Biografia
Imparentato con Tommaso Moro, ne assimilò le idee e l'interesse per l'arte drammatica ed è noto per i suoi drammi, poemi, collezioni di proverbi e interludi che riscossero un buon consenso di critica e di pubblico. Pur essendo nato nei dintorni di Londra dovette fuggire in Europa per le persecuzioni religiose ricevute in quanto di fede cattolica.
Diresse la Schola cantorum.

## Opere
- The Merry Play between Johan the Husband, Tyb his Wife, and Sir John the Priest
- The Mery Play between the Pardoner and the Frere, the Curate and Neybour Pratte (prima del 1533)
- The Play called the foure PP; a newe and a very mery interlude of a palmer, a pardoner, a potycary, a pedler (1530 circa)
- The Play of the Wether, a new and mery interlude of all maner of Wethers (1533)
- The Play of Love = La commedia dell'amore (1533)
- The Dialogue of Wit and Folly = Il dialogo fra Intelletto e Follia (1532)

### Allegoria in versi
- The Spider and the Flie = Il ragno e la mosca (1556), in cui si criticano le carenze della giustizia inglese

### Collezioni
- Proverbs (1538 circa)
- The Proverbs of John Heywood (1546)

## Epigrammi famosi
- Haste maketh waste. (1546)
- When the sun shineth, make hay. (1546)
- Look ere ye leap. (1546)
- Two heads are better than one. (1546)
- Love me, love my dog. (1546)
- Beggars should be no choosers. (1546)
- All is well that ends well. (1546)
- The fat is in the fire. (1546)
- I know on which side my bread is buttered. (1546)
- One good turn asketh another. (1546)
- A penny for your thought. (1546)
- Rome was not built in one day. (1546)
- Better late than never. (1546)
- An ill wind that bloweth no man to good. (1546)
- The more the merrier. (1546)
- You cannot see the wood for the trees. (1546)
- This hitteth the nail on the head. (1546)